# ロング・キス・グッドナイト
『ロング・キス・グッドナイト』（英: The Long Kiss Goodnight）は、1996年のアメリカ合衆国のアクション映画。
シェーン・ブラックが執筆した脚本には、当時最高額となる400万ドルの脚本料が支払われた。
当時夫婦だったレニー・ハーリン監督とジーナ・デイヴィスは、この後離婚した。

## ストーリー
8年以上前の記憶をなくしたサマンサが海岸で発見され、娘のケイトリンや夫のハルと共に幸せな日々を送っていた。しかし、ある日起こした交通事故のショックでサマンサの記憶が蘇り始め、無意識のうちに奇妙な行動を取るようになる。一方、ティモシーと名乗る謎の男が、8年前の「ハネムーン作戦」のことや“チャーリー”という女性工作員と関わっていた捕虜を尋問していた。そんなクリスマス前の晩、サマンサが生存していることを知った片眼を失った囚人（ジャック）が刑務所から脱獄し、サマンサの家に乗り込み襲い掛かって来た。追い詰められるサマンサは無意識に力を発揮し、逆にジャックを倒してしまう。その翌日、自分の記憶を取り戻すために雇っていた私立探偵のヘネシーと共に過去を探す旅に出ることを決意する。そこには、サマンサを暗殺すべく謎の集団が彼女を待ち構えていた。

## 登場人物
サマンサ・ケイン/チャーリー・ボルチモア
演 - ジーナ・デイヴィス
8年以上前の記憶をなくした女性。小学校で教師をしており、PTAの役員もやっている。。正体はCIAの暗殺者。記憶を失いながらも本能で戦闘技術を発揮する猛者。腕力でケイトリンを安全な場所に投げ飛ばすなど怪力を持つ。父はロイヤルアイリッシュの隊員で1975年に殉死した。
ミッチ・ヘネシー
演 - サミュエル・L・ジャクソン
私立探偵。元警察官。銃を持って錯乱したサマンサに撃たれそうになったが外れて助かるなど悪運が強い。
ケイトリン・ケイン
演 - イヴォンヌ・ジーマ
サマンサとハルの娘。
ティモシー
演 - クレイグ・ビアーコ
謎の男。実は組織のボスでありケイトリンの父親。
ハル
演 - トム・アマンデス
サマンサの夫。ケイトリンとは血が繋がっていない。銃を持った相手に立ち向かう勇敢な性格。
ジャック
演 - ジョゼフ・マッケンナ
右目を怪我した男。サマンサを襲うが返り討ちに遭う。
ネイサン・ウォルドマン
演 - ブライアン・コックス
博士。サマンサの協力者。
ルーク/ダエダルス
演 - デヴィッド・モース
サマンサの婚約者とされる人物。
リーランド・パーキンス
演 - パトリック・マラハイド
CIAの局長。
トリン
演 - メリーナ・カナカレデス
ミッチの探偵事務所の職員。美人局もやっている。

## キャスト
| 役名                                     | 俳優                      | 日本語吹替                                                   | 日本語吹替                                                            |
| 役名                                     | 俳優                      | ソフト版                                                     | フジテレビ版                                                          |
| ---------------------------------------- | ------------------------- | ------------------------------------------------------------ | --------------------------------------------------------------------- |
| サマンサ・ケイン/ チャーリー・ボルチモア | ジーナ・デイヴィス        | 小山茉美                                                     | 小山茉美                                                              |
| ミッチ・ヘネシー                         | サミュエル・L・ジャクソン | 福田信昭                                                     | 江原正士                                                              |
| ケイトリン・ケイン                       | イヴォンヌ・ジーマ        | 川田妙子                                                     | 津村まこと                                                            |
| ティモシー                               | クレイグ・ビアーコ        | 中村秀利                                                     | 大塚芳忠                                                              |
| ハル                                     | トム・アマンデス          | 掛川裕彦                                                     | 牛山茂                                                                |
| ネイサン・ウォルドマン博士               | ブライアン・コックス      | 大木民夫                                                     | 小林修                                                                |
| リーランド・パーキンス                   | パトリック・マラハイド    | 有本欽隆                                                     | 羽佐間道夫                                                            |
| ルーク/ダエダルス                        | デヴィッド・モース        | 野島昭生                                                     | 原康義                                                                |
| 一つ目のジャック                         | ジョゼフ・マッケンナ      | 辻親八                                                       | 中田和宏                                                              |
| トリン                                   | メリーナ・カナカレデス    | 紗ゆり                                                       | 金野恵子                                                              |
| 大統領                                   | G・D・スプラドリン        | 加藤治                                                       | 坂口芳貞                                                              |
| 本人役                                   | ラリー・キング            | 大木民夫                                                     | 青野武                                                                |
| その他                                   |                           | 田野恵 定岡小百合 小野未喜 高瀬右光 古田信幸 青山穣 関口英司 | 西村知道 佐久田修 小形満 仲野裕 中澤やよい 古田信幸 遠藤純一 本井えみ |
|                                          |                           |                                                              |                                                                       |
| 演出                                     |                           | 中野洋志                                                     | 伊達康将                                                              |
| 翻訳                                     |                           | 税田春介                                                     | 松崎広幸                                                              |
| 調整                                     |                           |                                                              | 荒井孝                                                                |
| 効果                                     |                           |                                                              | リレーション                                                          |
| 担当                                     |                           |                                                              | 小笠原恵美子                                                          |
| 制作                                     |                           | ACクリエイト                                                 | 東北新社                                                              |
| 初回放送                                 |                           | 2014年4月15日 『午後のロードショー』                         | 2000年2月5日 『ゴールデン洋画劇場』                                   |

## リリース履歴
| # | 発売日         | リリース                                       | 規格                  | 品番       | 備考                                          |
| - | -------------- | ---------------------------------------------- | --------------------- | ---------- | --------------------------------------------- |
| 1 | 1997年11月14日 | 東宝                                           | VHS（字幕スーパー版） | TH7051     |                                               |
| 1 | 1997年11月14日 | 東宝                                           | VHS（日本語吹替版）   | TH7047     |                                               |
| 2 | 1998年6月21日  | 東宝                                           | LD                    | TLL2526    |                                               |
| 3 | 2003年5月21日  | 東宝                                           | DVD                   | TDV2826    | 初DVD化                                       |
| 4 | 2008年5月2日   | ギャガ                                         | DVD                   | GADY-1533  |                                               |
| 5 | 2011年1月26日  | ワーナー・ブラザース・ホームエンターテイメント | DVD                   | WTB-N4446  | 「WARNER THE BEST ￥1,500」シリーズでの再発。 |
| 5 | 2011年1月26日  | ワーナー・ブラザース・ホームエンターテイメント | Blu-ray Disc          | CWBA-N8625 | 初BD化                                        |